# Аршад, Джозеф
Джозеф Аршад (25 августа 1964 год, Лахор, Пакистан) — католический прелат, епископ Фейсалабада с 3 июля 2013 года.

## Биография
Обучался в начальной семинария Пресвятой Девы Марии в Лахоре и семинарии Христа Царя в Карачи. 11 ноября 1991 года Джозеф Аршад был рукоположён в священника, после чего до 1995 года служил в церкви святого Иосифа и преподавал в католическом колледже святого Петра в городе Гунджранвала. В это же время он изучал журналистику в Университете штата Пенджаб. С 1995 по 1999 год изучал каноническое право в Папском Урбанианском университете в Риме и дипломатию в Папской Церковной академии.
В 1999 году Джозеф Аршад поступил на дипломатическую службу Святого Престола и служил на Мальте (1999—2002 гг.), в Шри-Ланке (2002—2004 гг.), Бангладеш (2004—2007 гг.) и на Мадагаскаре (2007—2010 гг). С 2010 года служил советником апостольской нунциатуры в Боснии и Герцоговине.
3 июля 2013 года Римский папа Франциск назначил Джозефа Аршада епископом Фейсалабада. 1 ноября 2013 года состоялось рукоположение Джозефа Аршада в епископа, которое совершил префект Конгрегации евангелизации народов кардинал Фернандо Филони в сослужении с апостольским нунцием в Пакистане Титулярным архиепископом Телепте Эдгаром Пенья Пара и архиепископом Карачи Джозефом Куттсом.